# Кепециненій-Пеминтень
Кепециненій-Пеминтень, Кепециненій-Пеминтені (рум. Căpățânenii Pământeni) — село у повіті Арджеш в Румунії. Входить до складу комуни Арефу.
Село розташоване на відстані 151 км на північний захід від Бухареста, 54 км на північ від Пітешть, 128 км на північний схід від Крайови, 84 км на південний захід від Брашова.

## Населення
За даними перепису населення 2002 року у селі проживали 696 осіб, з них 694 особи (99,7%) румунів. Рідною мовою 694 особи (99,7%) назвали румунську.